# Lyse Kloster
Lyse Kloster var et cistercienserkloster, og resterne af det ligger ved Lysefjorden 27 km syd for Bergen i Os kommune i Norge. Klosteret blev grundlagt i 1146 af munker fra Fountains Abbey i England og var i funktion frem til 1536.
Ruinerne efter klosteranlæget er så godt bevaret at de kan give en fornemmelse af hvordan kirken og to af fløjene har vært udformet. Kirken er enskibet med to sidekapeller på hver side af koret. Indvendig måler den ca. 40×90 m. Den har haft flere portaler som fortæller om klosterets forskellige funktioner: en som fører fra skibet ud i det fri i vest, en som gik ud til klostergangen, en som kan have haft forbindelse til vestfløjen hvor lægbrødrene holdt til , en som gik fra koret til kirkegården via nordre kapel, og endelig en som førte til søndre kapel og videre op af nattrappen til munkenes sovesal i østfløjens overetage.
Efter det traditionelle mønster lå kapitelsalen i østfløjen, nærmest kirken. To portaler fra korsgangen førte ind i det rigt udformede rum, som den gang var hvælvet. Videre kom det smalle parlatorie, før passagen ud fra klostergården til bygningerne udenfor selve anlægget. Fra gangen var der adkomst til et stort rum for enden af østfløjen. Dette kan have været dagrummet; munkenes arbejdsrum.
Sydfløjen er ikke så enkel at tolke fordi rester efter flere ombygninger er bevaret, og 
hvordan en eventuel vestfløj kan have set ud ved vi ikke i dag.
Klostergården er næsten 20 m i kvadrat. Den har været omgivet af en arkaderække med rundbuede åbninger og dobbeltstillede søjler som står på en lav mur. Denne stammer fra sidste halvdel af 1100-tallet. Både den generelle udformning og rummenes funktion ser ud til at følge det traditionelle mønster for et cistercienserkloster. Dette gælder også ikonografien i kapitelsalene som er bevart.